# شبلو
روستای شبلو از توابع بخش هیر شهرستان اردبیل است که در فاصله 5/3 کیلومتری جنوب باختری شهر هیر در ارتفاعات باغرو قرار دارد. این روستا با هیر و روستاهای چنذاب، عباس آباد، قشلاق محمد بیگ علیا و سفلی، کوهساره و دریاچه نئور همجوار است. دین اهالی اسلام، مذهب آنان تشیع و زبان رایج در این منطقه آذری می باشد.

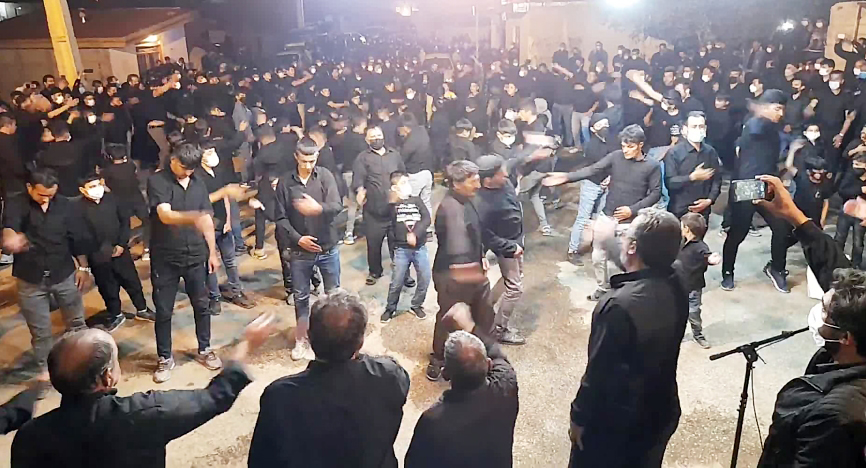
عزاداری محرم

وضع طبیعی روستای  شبلو  بصورت کوهستانی، تپه‌ای یا دره‌ای بوده و راه زمینی این روستا بصورت جاده آسفالت می‌باشد. روستای شبلو ازجمله روستاهای با قدمت کم می باشد که بنا به اظهارات ریش سفیدان واهالی شکل گیری روستا دراین محل به دلیل اسکان فردی به نام ولی می باشد که در حال گذر از محل درمسیر خلخال – مغان دراین منطقه به دلیل آب وهوای مطلوب سکنی گزیده است وبعد از مرگ وی پسرش که نام وی شبی بود اقدام به آباد کردن روستا نمود که نام روستا هم از این فرد به جا مانده است. اقتصاد این روستا نیز مانند سایر مناطق ایران بر پایه کشاورزی آبی و دیم و همچنین دامداری به شیوه سنتی (ییلاق و قشلاق) استوار است.
این روستا در بیشتر ماه ها  درگیر بادهای شدیدی است که از جهت جنوب غربی و در برخی ماه ها مانند آذر و دی   از سمت شرق (مه یلی، اق یل یا گرمیج) می وزد. از این رو بهار دیر رس و پائیز زود رس و زمستان های سخت و طافت فرسا از خصوصیات منحصر به فرد آن است.

## مدارس
این روستا داری دو مدرسه ابتدایی مختلط ( حق محمدی)  و راهنمایی (نرگس) می باشد. 

## آرامستان
در این روستا دو آرامستان عمده به چشم می خورد، اولی در قسمت مرکزی روستا قرار دارد که حصارکشی شده و دارای سه در ورودی از سمت شمال، جنوب و شرق می باشد. بسیاری از مقبره ها متعلق به گذشته های دور می باشد و تنها نشانه های برخی از ان ها قابل مشاهده است. دیگری در بیرون روستا درست در سمت راست جاده (از سمت هیر) منتهی به روستا می باشد و جدید التأسیس می باشد. 

## امکانات
در سال های گذشته با اختصاص امکانات رفاهی چون خانه بهداشت، مهد کودک، مدارس ابتدایی و راهنمایی، دهیاری، نانوایی، تشکیل شورای اسلامی ده، سیستم جمع آوری زباله تلاش هایی در جهت بهبود شرایط زندگی اهالی این روستا صورت گرفته است. همچنین جاده خاکی مواصلاتی به شهر هیر نیز آسفالت شده است.

## جمعیّت
بر اساس سرشماری سال ۱۳۸۵ جمعیّت این روستا ۶۱۷ نفر با ۱۳۰ خانوار بوده‌است. همچنین براساس سرشماری مرکز آمار ایران در سال ۱۳۹۰ جمعیت این روستا ۵۳۷ نفر و جمعیت مرد ۲۶۶ و جمعیت زن ۲۷۱ می‌باشد. تعداد خانوار این روستا ۱۳۴ خانوار و دارای تعداد واحد مسکونی ۱۳۲ می‌باشد.

## اشخاص برجسته

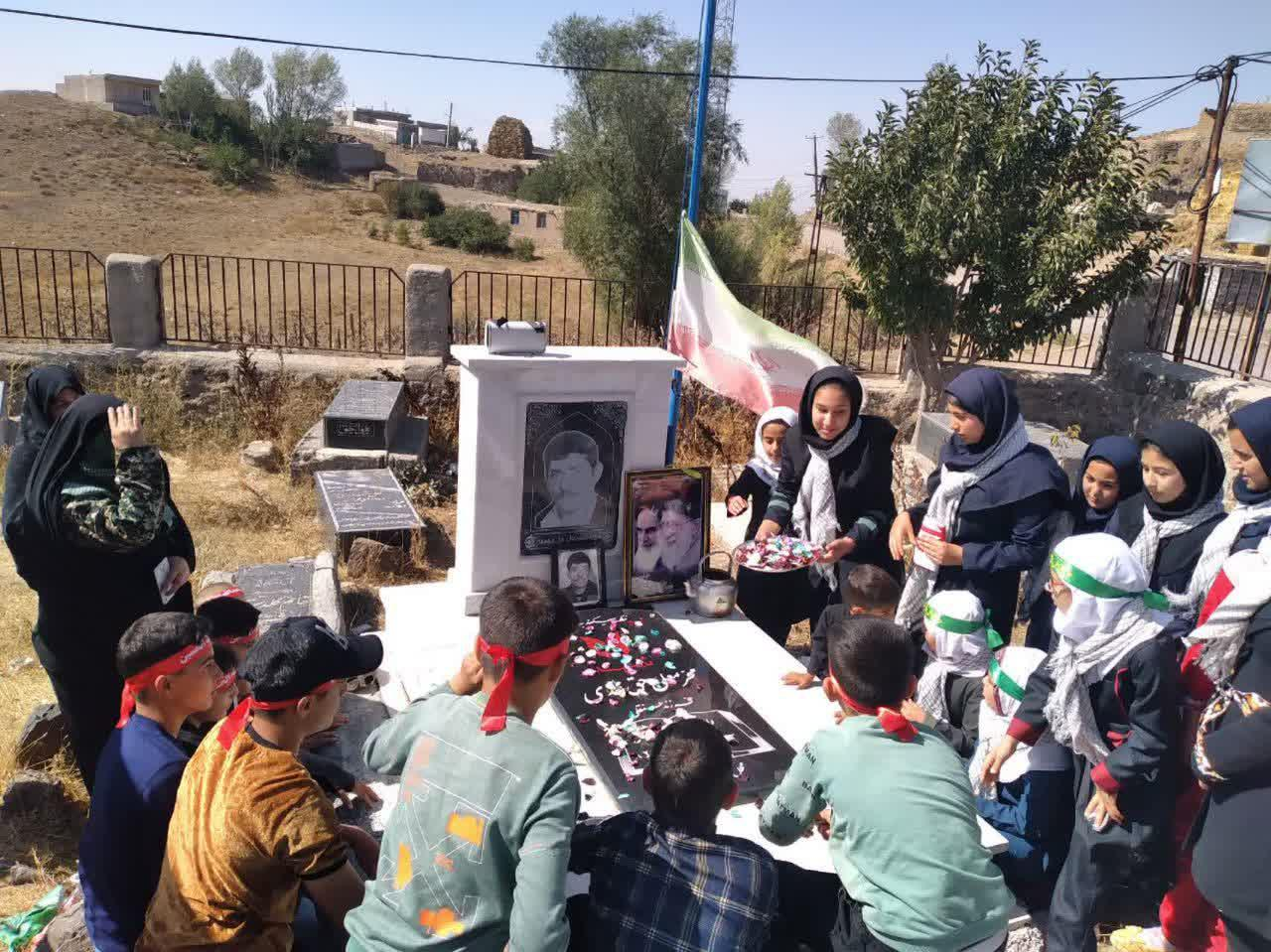
آرامگاه محرمعلی حق محمدی

1- محرمعلی حق محمدی  فرزند حسنقلی ( زاده دوم اردیبهشــت ماه ۱۳۳۹، وفات هفدهم اردیبهشــت ماه ۱۳۶۲ پیرانشهر)

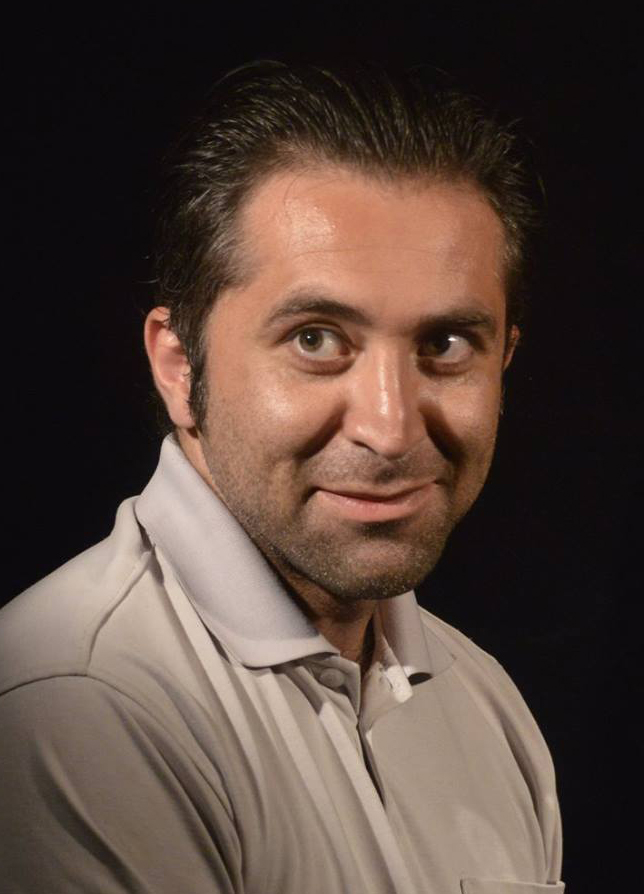
عسگر بهمن یار، پژوهشگر، مترجم، فرهنگ نویس و شاعر

2- عسگر بهمن یار زاده 4 مرداد 1363 پژوهشگر، مترجم، فرهنگ نویس و شاعر، از آثار این نویسنده می توان به  تالیف: فرهاد کوهکن، دختر ترشیده پائیز ، تصحیح متون فارسی: صوت الناقوس، سحر حلال ، فیلمنامه: سایه نشین ، ویراستاری و مقدمه: بیلی کوچولو در جنگل اسرار آمیز مرگ در می زند، طراحی جلد: بادکوبه روزگار نواشاره کرد. 